# Île aux Cocos
Die Île aux Cocos ist eine kleine unbewohnte Insel im Indischen Ozean. Sie gehört zur afrikanischen Republik Mauritius. Sie ist langgestreckt (1,5 km) und schmal (maximal 154 Meter breit).
Die Insel ist eine der vielen kleinen Nachbarinseln von Rodrigues, von der sie etwa 4,2 km entfernt liegt. Die Île aux Cocos ist heute ein Naturreservat, in dem Seeschwalben wie der Schlankschnabelnoddi und die Australseeschwalbe heimisch sind. Rund um das unbewohnte Eiland existieren Korallenriffe.